# Лазєнковський палац
Лазє́нковський Пала́ц (пол. Pałac Łazienkowski) також Пала́ц на воді́, Пала́ц на о́строві — палацовий комплекс, розташований в парку «Королівські стежки» у столиці Польщі Варшаві. Збудований у стилі класицизму архітекторами Доменіко Мерліні та Яном Крістіаном Камсецером у XVII-XVIII століттях.

## Історія побудови
Місце почали забудовувати в добу бароко для Станіслава Іраклія Любомирського, коли облаштували штучний острів, на ньому садовий павільйон, що використовувався як лазні. Острів був розташований поблизу Уяздовського замку, побудованого у 17 столітті відомим архітектором на ім'я Тильман Ґамерський.
Король Польщі Станіслав Август II зробив Уяздовський замок своєю резиденцією. Тому парк навколо й острівець із лазнями входять у припалацову територію.
За короля Станіслава Августа Понятовського лазні перебудовують на невеликий за розмірами палац у стилі класицизму. Проєкт і будівництво — королівського архітектора Доменіко Мерліні.

## Палац на Воді
Острів облаштували широкими сходинками до води, куди виходив південний фасад палацу з лоджією. Протилежний північний фасад був суворішим, прикрашеним пласкими пілястрами, чотириколонним портиком. Холодну офіційність фасаду пом'якшували балюстрада і скульптури. Головна споруда сполучалася з берегами через містки, надбудованими наскрізними галереями і бічними павільйонами.
Обмеженість зовнішніх оздоб на фасадах компенсували бароковою пишнотою інтер'єрів, що мали плафони, живописні падуги, кришталеві люстри, дзеркала, скульптури, китайську і європейську порцеляну. Картинна галерея палацу мала в своїй збірці оригінали Рембрандта, Рубенса, Якоба Йорданса, Жана-Оноре Фрагонара, Антуана Ватто, Марчелло Бачареллі .
У часи Другої світової війни палац був зруйнований.
У межах нової концепції відновлення значущих для народу пам'яток культури — Старе Місто в зруйнованій Варшаві й пошкоджений Лазєнковський палац відбудовані наново в післявоєнні десятиліття.

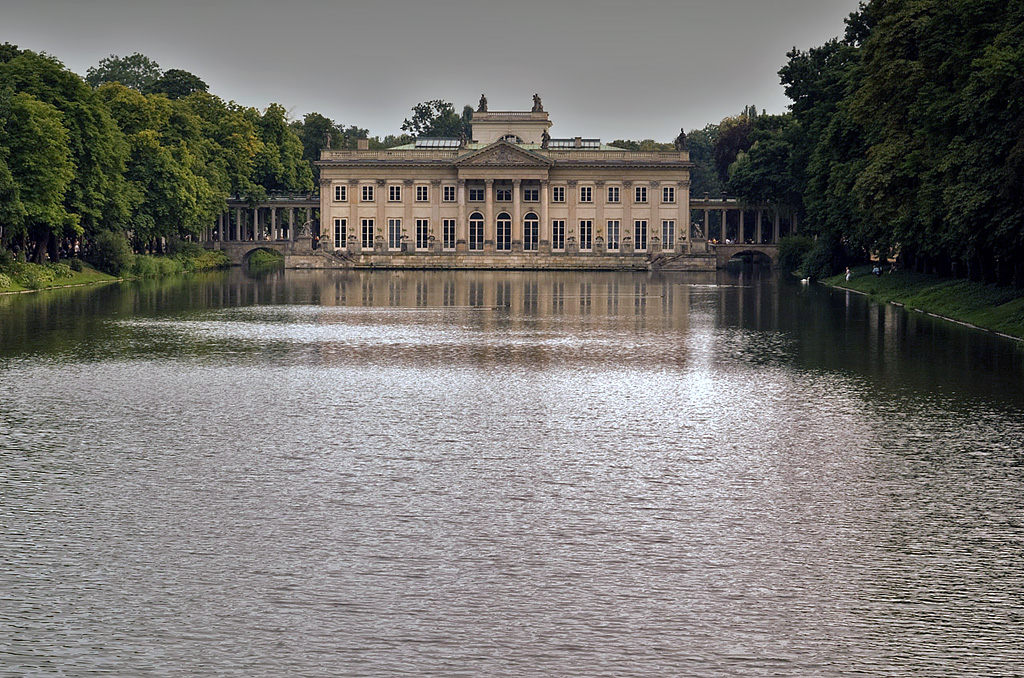
Палац Лазєнковський, північний фасад
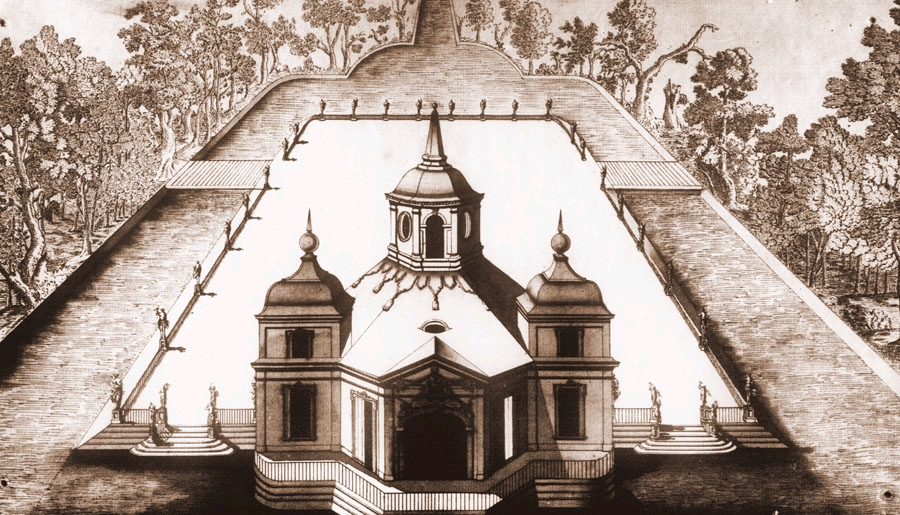
Архітектор Тильман Ґамерський. Павільйон з лазнями в саду С. Любомирського
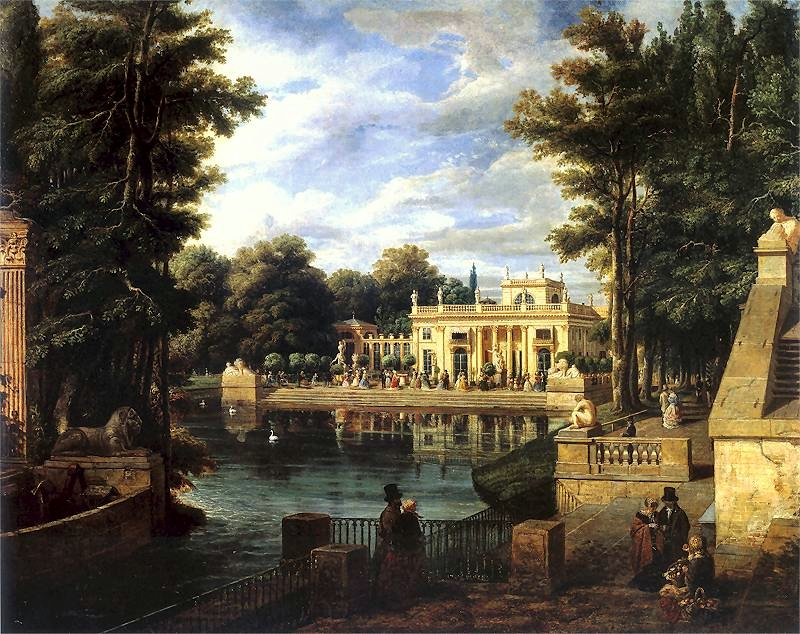
Палац Лазєнковський
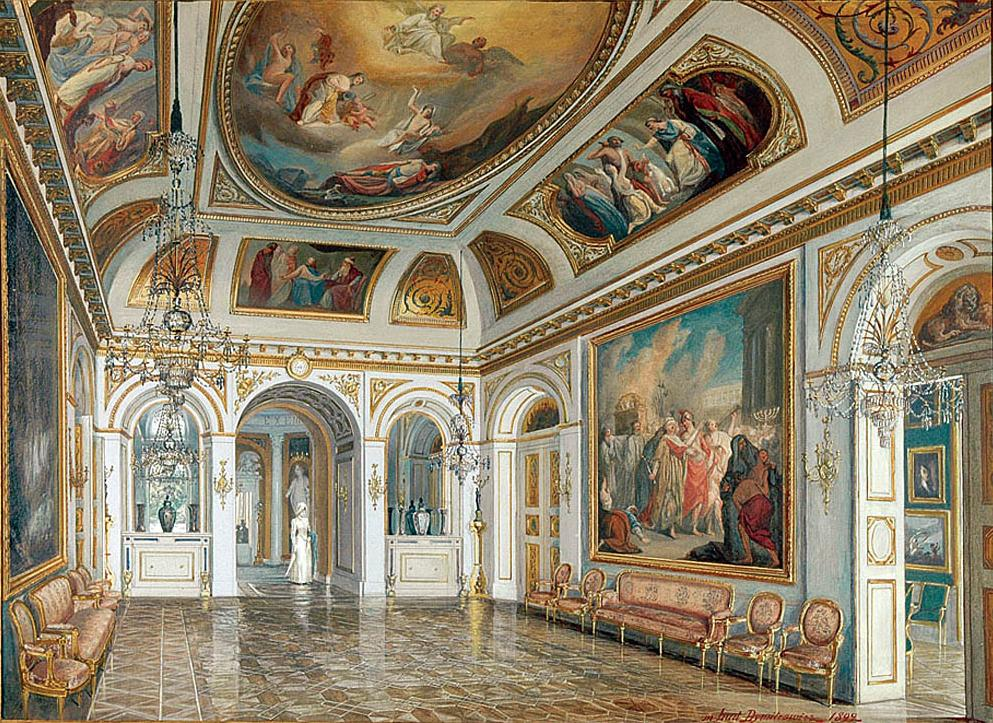
Зала Соломона палацу. 1892 р.
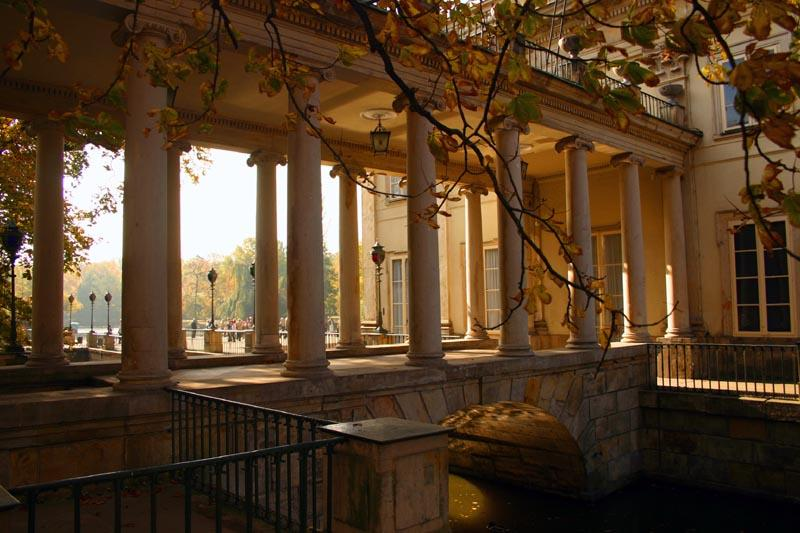
Колонада на містку.